# Qiaotou (köpinghuvudort i Kina, Jiangsu Sheng, lat 32,55, long 120,07)
Qiaotou (kinesiska: 桥头镇) är en köpinghuvudort i Kina. Den ligger i provinsen Jiangsu, i den östra delen av landet, omkring 130 kilometer nordost om provinshuvudstaden Nanjing. Antalet invånare är 22 284. Befolkningen består av 11 458 kvinnor och 10 826 män. Barn under 15 år utgör 10,0 %, vuxna 15-64 år 70 %, och äldre över 65 år 18,0 %.
Runt Qiaotou är det tätbefolkat, med 659 invånare per kvadratkilometer. Närmaste större samhälle är Taizhou, 16,5 km väster om Qiaotou. Trakten runt Qiaotou består till största delen av jordbruksmark.
Genomsnittlig årsnederbörd är 1 148 millimeter. Den regnigaste månaden är juli, med i genomsnitt 241 mm nederbörd, och den torraste är januari, med 30 mm nederbörd.